# Monsieur l'Abbé

Monsieur l'Abbé est un moyen métrage écrit et réalisé par Blandine Lenoir, sorti en France en 2010 dans plusieurs festivals puis le 7 novembre 2012 dans les salles, combiné avec Vita di Giacomo de Diego et Luca Governatori (autour de l'ordination d'un prêtre italien) sous le titre Il était une foi.
Le film s'organise autour d’une sélection de lettres écrites entre 1924 et 1943 par des catholiques à l’abbé Jean Viollet, fondateur de l’Association du mariage chrétien et d’une revue consacrée aux « questionnements matrimoniaux » des chrétiens. Cent vingt de ces lettres ont été publiées en 2006 (voir Bibliographie).
Venant d'hommes et de femmes de divers milieux sociaux, souvent en grande souffrance psychologique, elles abordent diverses questions liées à la sexualité : ignorance de la physiologie, ignorance ou refus de l’acte sexuel, plaisir sexuel, possibilité d’être enceinte à la suite d’un baiser, masturbation, absence de contraception et familles pléthoriques, homosexualité, pulsions pédophiles. La dernière lettre lue dans le film est d’une grande ironie envers « Monsieur l’Abbé »[réf. souhaitée].

## Distribution
- Margot Abascal
- Joël Beauchamps
- Julien Bouanich
- Marc Citti
- Anaïs Demoustier
- Jeanne Ferron
- Nanou Garcia
- Pierre Giafferi
- Benoît Giros
- Sterenn Guirriec
- Jean-Pierre Lazzerini
- Manuel Le Lièvre
- Fanny Lefebvre
- Blandine Lenoir
- Elisa Lifshitz
- Florence Loiret Caille
- Aïssa Mansion
- Florence Muller
- Aurélia Petit
- Fanny Racaud
- Guillaume Rannou
- Philippe Rebbot
- Erik Trigeot
- Éric Verdin
- Marie Vernalde